# 聖彼得魯德肯皮耶鄉
46°43′N 24°16′E / 46.72°N 24.27°E
聖彼得魯德肯皮耶鄉（羅馬尼亞語：Comuna Sânpetru de Câmpie, Mureș），是羅馬尼亞的鄉份，位於該國中部，由穆列什縣負責管轄，面積64平方公里，海拔高度377米，2007年人口3,068，人口密度每平方公里48人。